# Microregione di Litoral Norte
Litoral Norte è una microregione dello Stato di Paraíba in Brasile, appartenente alla mesoregione di Zona da Mata Paraibana.

## Comuni
Comprende 11 comuni:
- Baía da Traição
- Capim
- Cuité de Mamanguape
- Curral de Cima
- Itapororoca
- Jacaraú
- Mamanguape
- Marcação
- Mataraca
- Pedro Régis
- Rio Tinto